# Abrest
Abrest település Franciaországban, Allier megyében. Lakosainak száma 2927 fő (2022. január 1.). Abrest Bellerive-sur-Allier, Brugheas, Busset, Hauterive, Saint-Yorre, Le Vernet és Vichy községekkel határos.

## Népesség
A település népességének változása:
| Lakosok száma | 2026 | 2309 | 2544 | 2530 | 2789 | 2904 | 2931 | 2904 | 2899 | 2927 |
|               | 1968 | 1982 | 1990 | 2006 | 2013 | 2015 | 2017 | 2019 | 2020 | 2022 |